# Турчек
Турчек (слч. Turček) насељено је мјесто са административним статусом сеоске општине (слч. obec) у округу Турчјанске Тјеплице, у Жилинском крају, Словачка Република.

## Становништво
| Година:    | 1994. | 2004.   | 2014.   | 2024.   |
| ---------- | ----- | ------- | ------- | ------- |
| Број људи: | 678   | 694     | 648     | 621     |
| Разлика:   |       | +2,35 % | -6,62 % | -4,16 % |

| Година:    | 2023. | 2024.   |
| ---------- | ----- | ------- |
| Број људи: | 631   | 621     |
| Разлика:   |       | -1,58 % |

Према подацима о броју становника из 2011. године насеље је имало 661 становника.